# Сюлань Майя
Сюлань Майя (кит.: 秀蘭 瑪雅; піньїнь: Xiùlán Mǎyǎ, * 18 жовтня 1978, Чжудун, Синьчжу, Тайвань) — тайванська співачка.